# Villars-le-Grand
Villars-le-Grand (antiguamente en alemán Grosswiler) es una localidad y antiguamente comuna suiza del cantón de Vaud, situada en el distrito de Broye-Vully. Limitaba al norte con la comuna de Chabrey, al noreste y este con Montmagny, al sureste con Avenches, al sur y suroeste con Saint-Aubin (FR), y al noroeste con Delley-Portalban (FR).
La comuna hizo parte hasta el 31 de diciembre de 2007 del desaparecido distrito de Avenches, círculo de Cudrefin. Desde el 1 de julio de 2011 entró en vigor la fusión de la comuna de Villars-le-Grand con las comunas de Bellerive, Chabrey, Constantine, Montmagny, Mur y Vallamand en la nueva comuna de Vully-les-Lacs.